# Wilfried Kühner

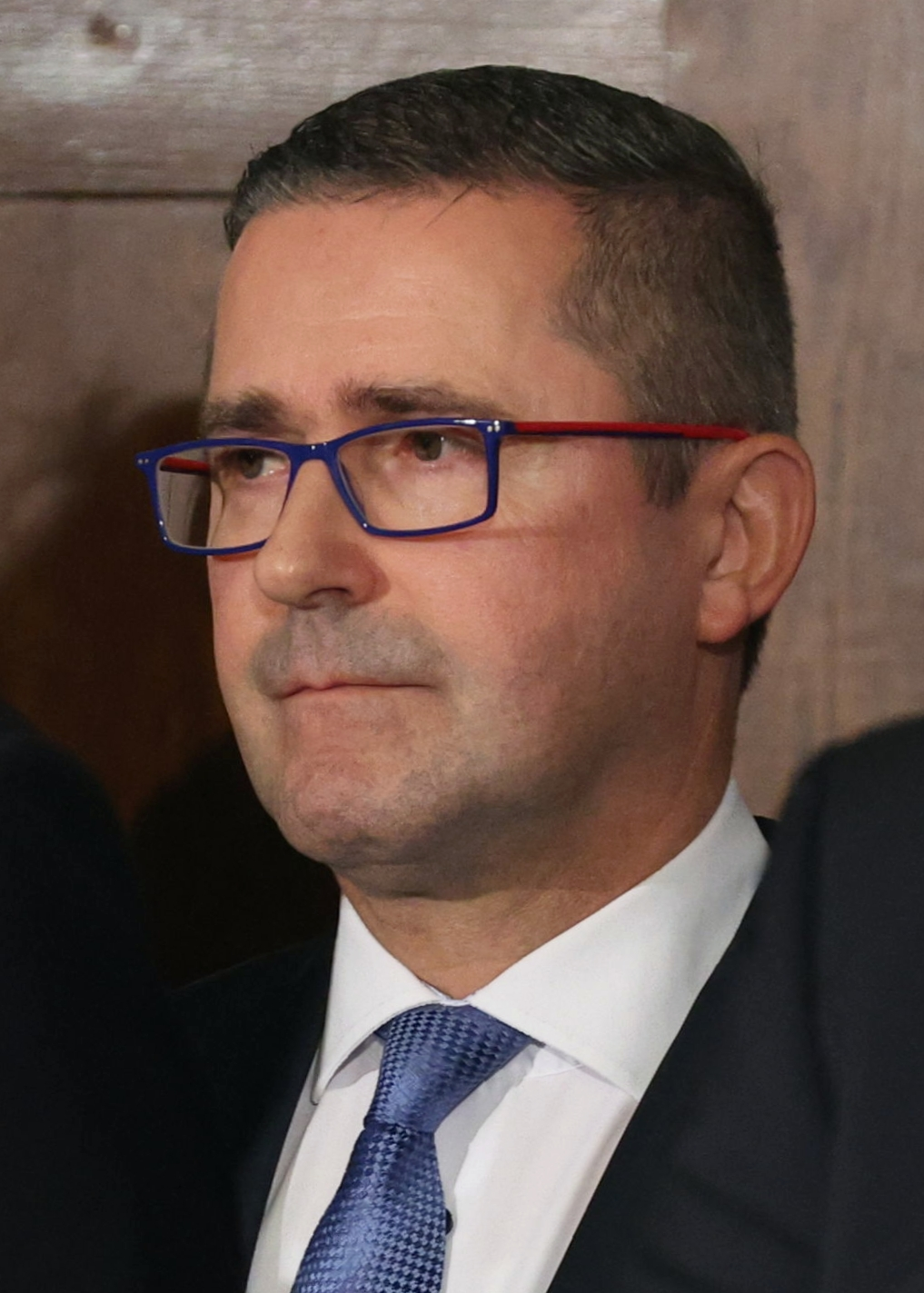
Wilfried Kühner (2024)

Wilfried Kühner (* 26. Januar 1965 in Laupheim) ist ein deutscher politischer Beamter. Er ist seit 2022 Amtschef bzw. Staatssekretär im Sächsischen Staatsministerium für Kultus.

## Leben
Kühner machte 1984 sein Abitur am Carl-Laemmle-Gymnasium Laupheim. Von 1984 bis 1985 leistete er Wehrdienst. Anschließend studierte er von 1985 bis 1991 Politikwissenschaft, Geschichte und Soziologie an der Universität Stuttgart. Das Studium schloss er mit dem Magister Artium ab. Von 1991 bis 1992 forschte er als wissenschaftlicher Mitarbeiter zur politischen Steuerbarkeit von sozialen Systemen. Seit 1993 steht er im Dienst des Freistaats Sachsen. Von 1993 bis 2006 war er in verschiedenen Funktionen für das Sächsische Staatsministerium für Kultus tätig. Von 2007 bis 2010 war er Direktor des Sächsischen Bildungsinstituts. Von 2011 bis 2012 war er Referatsleiter Bildungspolitik in der Sächsischen Staatskanzlei. Seit 2012 ist er wieder im sächsischen Kultusministerium tätig: Von 2012 bis 2013 war er dort Abteilungsleiter für Haushalt, Organisation, Verwaltungspersonal und Lehrerpersonal und von 2014 bis 2021 Abteilungsleiter für Grundsatz und berufsbildende Schulen.
Seit Januar 2022 ist Kühner Amtschef und ständiger Vertreter des Ministers im Sächsischen Staatsministerium für Kultus. Seit Dezember 2024 übt er dieses Amt im Rang eines Staatssekretärs aus.

## Privates
Kühner ist römisch-katholisch, verheiratet und hat drei Kinder.